# Петер Наур
Петер Наур (дан. Peter Naur; рођен 25. октобра 1928 — 3. јануар 2016) био је дански научник, један од пионира на пољу рачунарства и добитник Тјурингове награде.